# Lithocarpus ovalis
Lithocarpus ovalis är en bokväxtart som först beskrevs av Francisco Manuel Blanco, och fick sitt nu gällande namn av Alfred Rehder. Lithocarpus ovalis ingår i släktet Lithocarpus och familjen bokväxter. IUCN kategoriserar arten globalt som sårbar. Inga underarter finns listade.